# Monster Hunter: World
Monster Hunter: World — відеогра жанру Екшн-РПГ, яку розробила і видала японська компанія Capcom для платформ PlayStation 4, Xbox One і Microsoft Windows. Це п'ята частина серії відеоігор Monster Hunter. Гра була анонсована на прес-конференції PlayStation на виставці Electronic Entertainment Expo 2017.
На відміну від попередніх ігор серії, гра надала гравцям можливість переміщуватися по світу гри вільно, без екранів завантаження між локаціями. Monster Hunter: World також підтримує кооперативний режим з можливістю спільної гри до чотирьох гравців.
Відеогра була випущена в усьому світі 26 січня 2018 року, в Японії гра вийшла тільки на PlayStation 4. Версія гри для Microsoft Windows вийшла по всьому світу 9 серпня 2018. Загалом, Monster Hunter: World отримала дуже схвальні відгуки від критиків та гравців.

## Доповнення
Під кінець 2018 року, Capcom оголосила про запланований вихід першого значущого доповнення до відеогри, під назвою «Iceborne», яке, за задумом розробників, додасть пару нових мисливських угідь, нових чудовиськ, нові завдання та цілі тощо. За інформацією представленою компанію Capcom, стало відомо, що розмір доповнення буде близький до розмірів доповнень, випущених для попередніх частин серії. Дата виходу намічена на осінь 2019 року.